# Staten Island
Staten Island o isla Staten es un borough de la ciudad de Nueva York, coextensivo con el condado de Richmond, en el estado de Nueva York (Estados Unidos). Ubicado en la parte suroeste de la ciudad, el distrito está separado de Nueva Jersey por Arthur Kill y Kill Van Kull y del resto de Nueva York por la bahía de Nueva York. Con una población de 495 747 habitantes en el censo de 2020, Staten Island es el municipio menos poblado pero el tercero más grande en superficie con 152 km². 
Hogar del pueblo indígena lenape, la isla fue colonizada por colonos holandeses en el siglo XVII. Fue uno de los 12 condados originales del estado de Nueva York. Staten Island se consolidó con la ciudad de Nueva York en 1898. Se conocía formalmente como el Municipio de Richmond hasta 1975, cuando su nombre fue cambiado a Municipio de Staten Island. Staten Island a veces ha sido llamado "el distrito olvidado" por los habitantes que se sienten abandonados por el gobierno de la ciudad.
North Shore, especialmente los vecindarios de St. George, Tompkinsville, Clifton y Stapleton, es el área más urbana de la isla. Contiene el distrito histórico designado de St. George y el distrito histórico de St. Paul's Avenue-Stapleton Heights, que cuentan con grandes casas victorianas. En la costa este está el FDR Boardwalk, que con 4 km de longitud el cuarto paseo marítimo más largo del mundo. South Shore, sitio del asentamiento de hugonotes holandeses y franceses del siglo XVII, se desarrolló rápidamente a partir de las décadas de 1960 y 1970 y ahora es principalmente suburbano. West Shore es la parte menos poblada y más industrial de la isla.
El tráfico motorizado puede llegar al distrito desde Brooklyn por el puente Verrazzano-Narrows y desde Nueva Jersey por Outerbridge Crossing, el Puente Goethals y el Puente Bayonne. Staten Island tiene líneas de autobús de la Autoridad de Transporte Metropolitano (MTA) y una línea de tránsito rápido de la MTA, el Ferrocarril de Staten Island, que va desde la terminal de ferry en St. George hasta Tottenville. Staten Island es el único distrito que no está conectado al sistema de metro de Nueva York. El ferry gratuito de Staten Island conecta el distrito con Manhattan a través del puerto de Nueva York. Ofrece vistas de la Estatua de la Libertad, Ellis Island y el Lower Manhattan.

## Historia

### Nativos
Como en gran parte de Norteamérica los asentamientos humanos aparecieron con bastante rapidez tras la retirada de la capa de hielo. Los arqueólogos han recuperado herramientas que demuestran la presencia de la cultura Clovis desde hace aproximadamente 14 000 años. Estas evidencias fueron descubiertas en 1917 en la sección de Charleston de la isla. Se han descubierto varios artefactos Clovis desde entonces en propiedades de la empresa Mobil Oil. 
La isla probablemente fue abandonada más tarde, posiblemente debido a la extirpación de grandes mamíferos en la isla. Se cree que la evidencia de los primeros asentamientos nativos americanos permanentes y la agricultura datan de hace unos 5000 años, aunque se han encontrado evidencias de viviendas arcaicas tempranas en múltiples lugares de la isla.
Las puntas de Rossville son puntas de flecha distintas que definen un período cultural de los nativos americanos desde el período arcaico hasta el período Woodland, que data de alrededor de 1500 a 100 a c. Llevan el nombre de la sección de Rossville de Staten Island, donde se encontraron por primera vez cerca del antiguo edificio de la oficina de correos de Rossville.
En el momento del contacto europeo, la isla estaba habitada por la banda raritan de la división unami de los lenape. En lenape, una de las lenguas algonquinas, Staten Island se llamaba Aquehonga Manacknong, que significa "hasta el lugar de los malos bosques", o Eghquhous, que significa "el bosque malo". El área era parte de la patria lenape conocida como lenapehoking. Más tarde, los colonos ingleses llamaron a los lenape "Delaware" porque habitaban ambas orillas de lo que los ingleses llamaron río Delaware.
La isla estaba llena de senderos para peatones nativos americanos, uno de los cuales seguía el lado sur de la cresta cerca del curso de las actuales carreteras Richmond y Amboy. Los lenape no vivían en campamentos fijos, sino que se movían según la temporada, utilizando la agricultura de tala y quema. Los mariscos eran un elemento básico de su dieta, incluida la ostra oriental (Crassostrea virginica) abundante en los cursos de agua en toda la región actual de la ciudad de Nueva York. Todavía se puede ver evidencia de su habitación en basureros de conchas a lo largo de la costa en la sección de Tottenville, donde las conchas de ostras de más de 30 cm a veces se encuentran.
Burial Ridge, un cementerio de lenape en un acantilado con vista a la bahía de Raritan en Tottenville, es el cementerio preeuropeo más grande de la ciudad de Nueva York. Se han reportado cuerpos desenterrados en Burial Ridge desde 1858 en adelante. Después de realizar una investigación independiente, que incluyó exhumaciones, el etnólogo y arqueólogo George H. Pepper fue contratado en 1895 para realizar una investigación arqueológica pagada en Burial Ridge por el Museo Americano de Historia Natural. El cementerio hoy no está marcado y se encuentra dentro de Conference House Park.

### Asentamiento europeo
El primer contacto europeo registrado en la isla fue en 1520 por el explorador italiano Giovanni da Verrazzano, quien navegó a través de The Narrows en el barco La Dauphine y ancló durante una noche.
Los holandeses no establecieron un asentamiento permanente en Staaten Eylandt durante muchas décadas. Su nombre deriva del Staten Generaal, el parlamento de la República de los Siete Países Bajos Unidos. De 1639 a 1655, Cornelis Melyn y David de Vries hicieron tres intentos separados para establecer uno allí, pero cada vez el asentamiento fue destruido en conflictos entre los holandeses y la tribu local. En 1661, se estableció el primer asentamiento holandés permanente en Oude Dorp (holandés para "Old Village") por un pequeño grupo de familias hugonotes holandesas, valonas y francesas, justo al sur de Narrows, cerca de South Beach. Muchos hugonotes franceses habían ido a los Países Bajos como refugiados de las guerras religiosas en Francia, sufriendo persecución por su fe protestante, y algunos se unieron a la emigración a Nueva Holanda. En un momento, casi un tercio de los residentes de la isla hablaban francés. El último vestigio de Oude Dorp es el nombre del barrio actual de Old Town adyacente a Old Town Road.
Staten Island no se salvó del derramamiento de sangre que culminó en la Guerra de Kieft. En el verano de 1641 y en 1642, las tribus nativas arrasaron Old Town.

### Condado de Richmond
Al final de la segunda guerra anglo-neerlandesa en 1667, los holandeses cedieron Nueva Holanda a Inglaterra en el Tratado de Breda, y los holandeses Staaten Eylandt, inglesado como "Staten Island", pasó a formar parte de la nueva colonia inglesa de Nueva York.
En 1670, los nativos americanos cedieron todos los reclamos de Staten Island a los ingleses en una escritura al gobernador Francis Lovelace. En 1671, para fomentar la expansión de los asentamientos holandeses, los ingleses volvieron a inspeccionar Oude Dorp. (que pasó a ser conocido como 'Ciudad Vieja') y amplió los lotes a lo largo de la costa hacia el sur. Estos lotes fueron colonizados principalmente por familias holandesas y se conocieron como Nieuwe Dorp (que significa 'Pueblo Nuevo'), que más tarde se anglicanizó como New Dorp.
El capitán Christopher Billopp, tras años de distinguido servicio en la Royal Navy, llegó a América en 1674 al mando de una compañía de infantería. Al año siguiente, se instaló en Staten Island, donde se le concedió una patente de 3,8 km² de terreno. Según una versión de un cuento apócrifo que se repite con frecuencia, la habilidad marinera del Capitán Billopp aseguró Staten Island a Nueva York, en lugar de a Nueva Jersey: la isla pertenecería a Nueva York si el capitán pudiera circunnavegarla en un día, lo cual Él hizo. Lo más probable es que esta historia no sea cierta, debido a la información contradictoria sobre el tiempo que tardó Christopher Billopp en completar la carrera y si recibió un premio personal o no. El alcalde Michael Bloomberg perpetuó el mito al referirse a él en una conferencia de prensa en Brooklyn el 20 de febrero de 2007. Sin embargo, la documentación histórica confiable del evento es extremadamente escasa y la mayoría de los historiadores concluyen que es completamente apócrifa. En 2007, The New York Times abordó el tema en un artículo de noticias, que concluyó que este evento fue muy adornado a lo largo de los años y casi con seguridad se originó en el folclore local.
En 1683, la colonia de Nueva York se dividió en diez condados. Como parte de este proceso, Staten Island, así como varias islas vecinas menores, fueron designadas como condado de Richmond. El nombre deriva del título de Charles Lennox, primer duque de Richmond, hijo ilegítimo del rey Carlos II.
En 1687 y 1688, los ingleses dividieron la isla en cuatro divisiones administrativas basadas en características naturales: los 21 km² de la finca señorial del gobernador colonial Thomas Dongan en las colinas del noreste conocida como "Señorío o Señorío de Cassiltown", junto con las divisiones Norte, Sur y Oeste. Estas divisiones más tarde se convirtieron en las cuatro ciudades de Castleton, Northfield, Southfield y Westfield. En 1698, la población era 727.
El gobierno concedió patentes de tierras en bloques rectangulares de 32 ha, con las tierras más deseables a lo largo de la línea de costa y vías navegables interiores. Para 1708, toda la isla se había dividido de esta manera, creando 166 pequeñas granjas y dos grandes fincas señoriales, la finca Dongan y 6 km² parcela en el extremo suroeste de la isla perteneciente a Christopher Billopp.
El primer asiento de condado se estableció en New Dorp en lo que entonces se llamaba Stony Brook. En 1729, la sede del condado se trasladó al pueblo de Richmond Town, ubicado en la cabecera de Fresh Kills, cerca del centro de la isla. En 1771, la población de la isla había aumentado a 2847.

### ElsigloXVIIIy la Revolución de las Trece Colonias
Los habitantes de Staten Island apoyaron sólidamente a la Corona, y la isla desempeñó un papel importante en la Guerra de Independencia de los Estados Unidos. El general George Washington una vez llamó a los isleños "nuestros enemigos más empedernidos".
A medida que el apoyo a la independencia se extendía por las colonias, los residentes de la isla estaban tan desinteresados que no enviaron representantes al Primer Congreso Continental, el único condado de Nueva York que no envió a nadie. Esto tuvo repercusiones económicas en los meses hasta 1776, cuando ciudades de Nueva Jersey como Elizabethport, Woodbridge y Dover instituyeron boicots a los negocios con los isleños.

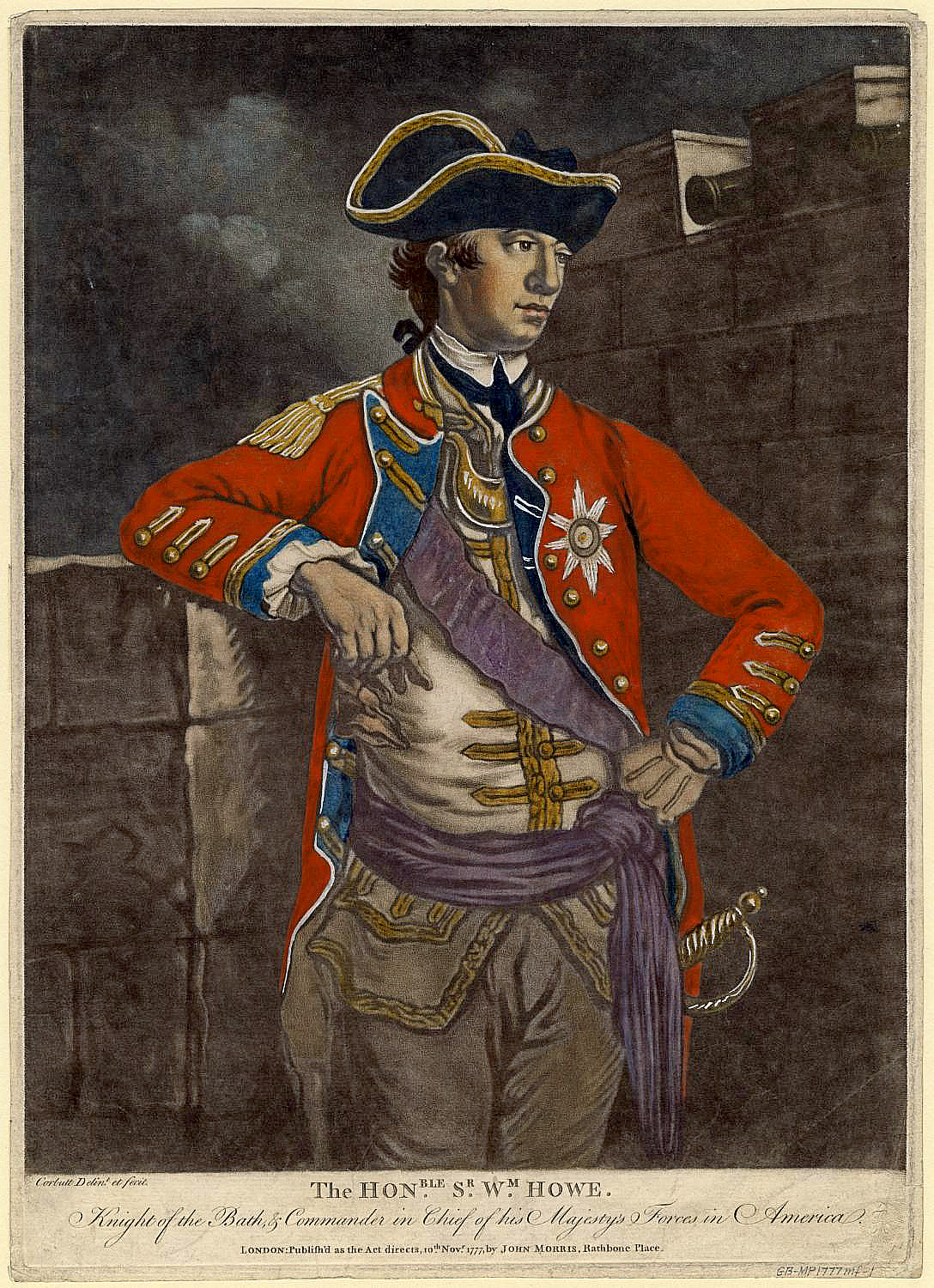
William Howe estableció su sede en Rose and Crown Tavern en New Dorp Lane y Richmond Road antes de las invasiones de Long Island y Manhattan.

El 17 de marzo de 1776, las fuerzas británicas al mando de William Howe evacuaron Boston y navegaron hacia Halifax. Desde Halifax, Howe se preparó para atacar la ciudad de Nueva York, que entonces consistía en su totalidad en el extremo sur de la isla de Manhattan. El general George Washington condujo a todo el Ejército Continental a la ciudad de Nueva York en previsión del ataque británico. Howe usó la ubicación estratégica de Staten Island como escenario para la invasión.
Más de 140 barcos británicos llegaron durante el verano de 1776 y anclaron frente a las costas de Staten Island en la entrada del puerto de Nueva York. Los soldados británicos y los mercenarios hessianos sumaban unos 30 000. Howe estableció su sede en New Dorp en Rose and Crown Tavern, cerca del cruce de las actuales New Dorp Lane y Richmond Road. Allí los representantes del gobierno británico habrían recibido su primera notificación de la Declaración de Independencia.

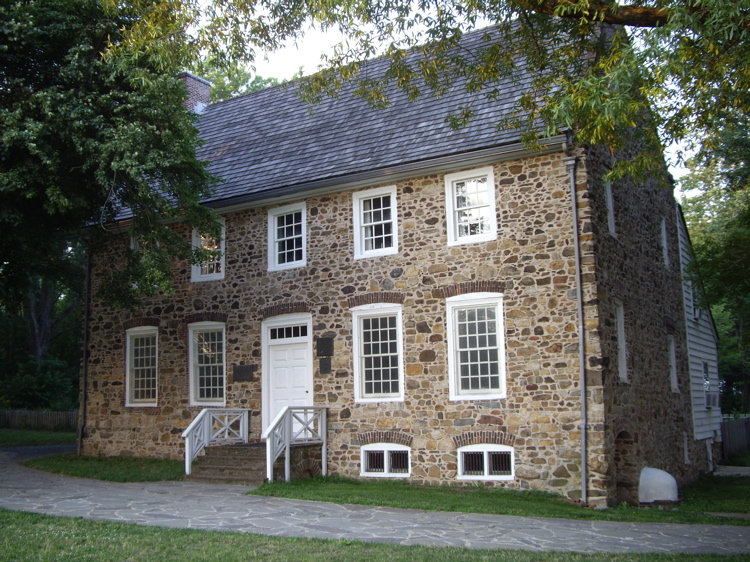
La Conference House

En agosto de 1776, las fuerzas británicas cruzaron el Estrecho hasta Brooklyn y flanquearon a las fuerzas estadounidenses en la batalla de Long Island, lo que resultó en el control británico del puerto y la captura de la ciudad de Nueva York poco después. Tres semanas después, el 11 de septiembre de 1776, el hermano de Sir William, Lord Howe, recibió una delegación de estadounidenses compuesta por Benjamin Franklin, Edward Rutledge y John Adams en la Conference House (lit. Casa de Conferencias) en el extremo suroeste de la isla en la antigua propiedad de Christopher. Billop. Los estadounidenses rechazaron una oferta de paz de Howe a cambio de retirar la Declaración de Independencia y la conferencia terminó sin un acuerdo.
El 22 de agosto de 1777 se produjo la Batalla de Staten Island entre las fuerzas británicas y varias compañías del 2.º Regimiento canadiense que luchaban junto a otras compañías estadounidenses. La batalla no fue concluyente, aunque ambos bandos entregaron más de cien soldados como prisioneros. Los estadounidenses finalmente se retiraron.
A principios de 1780, mientras el Kill Van Kull estaba congelado, Lord Stirling lideró una incursión de los independentistas sin éxito desde Nueva Jersey en la costa occidental de Staten Island. Fue rechazado en parte por las tropas dirigidas por el comandante británico Francis Rawdon-Hastings, primer marqués de Hastings.
En junio de 1780, Wilhelm von Knyphausen, comandante de los auxiliares de Hesse de Gran Bretaña, dirigió muchas incursiones y un asalto completo a Nueva Jersey desde Staten Island con el objetivo de derrotar a George Washington y al Ejército Continental. Aunque las redadas tuvieron éxito en las áreas de Newark y Elizabeth, el avance se detuvo en Connecticut Farms (Union) y la Batalla de Springfield.
Las fuerzas británicas permanecieron en Staten Island durante el resto de la guerra. La mayoría de los independentistas huyeron después de la ocupación británica y el sentimiento de los que se quedaron fue predominantemente lealista. Aun así, los isleños encontraron pesadas las demandas de apoyo a las tropas. El ejército británico mantuvo su cuartel general en barrios como Bulls Head. Muchos edificios e iglesias fueron destruidos por sus materiales, y la demanda de recursos por parte de los militares resultó en una deforestación extensa al final de la guerra. El ejército británico volvió a utilizar la isla como escenario para su evacuación final de la ciudad de Nueva York el 5 de diciembre de 1783. Después de su partida, muchos terratenientes leales, como Christopher Billop, la familia del historiador canadiense Peter Fisher, John Dunn, quien fundó St. Andrews en Nuevo Brunswick y Abraham Jones, huyeron a Canadá y sus propiedades fueron subdivididas y vendidas.
Staten Island estuvo ocupada por los británicos durante más tiempo que cualquier otra parte de las Trece Colonias.

### SigloXIX

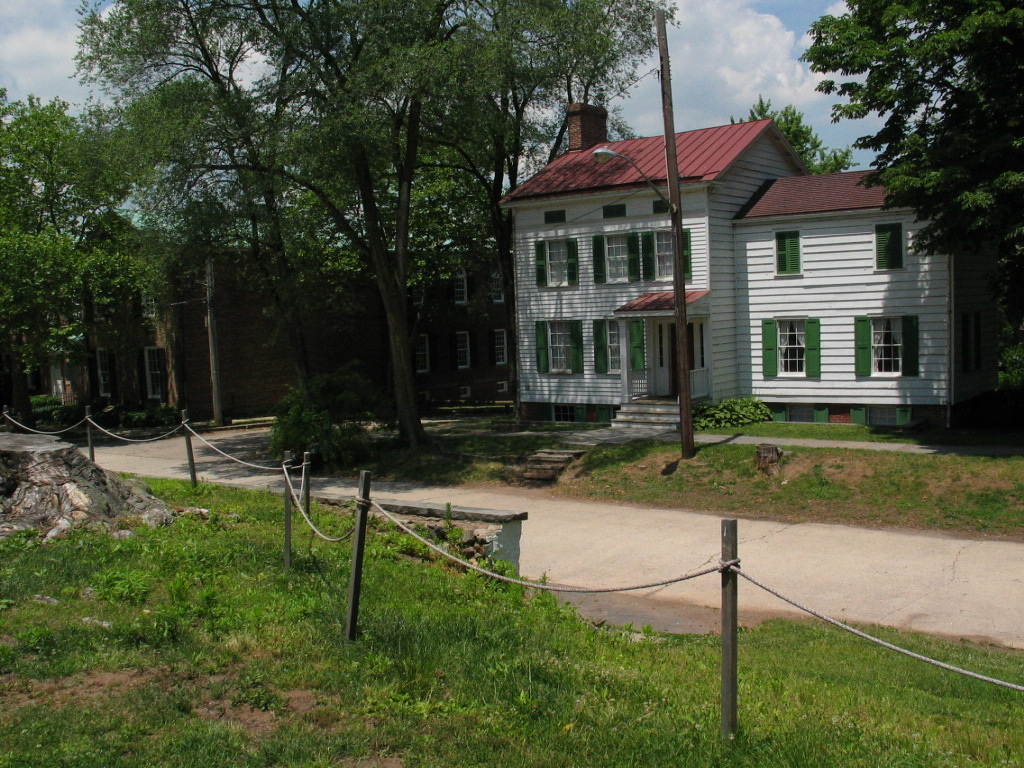
El histórico complejo de museos de la ciudad de Richmond está ubicado en el corazón de Staten Island.

El 4 de julio de 1827, se celebró el fin de la esclavitud en el estado de Nueva York en el Swan Hotel, West Brighton. Las habitaciones del hotel se reservaron con meses de anticipación mientras los abolicionistas locales, incluidos destacados negros libres, se preparaban para las festividades. Discursos, desfiles, picnics y fuegos artificiales marcaron la celebración, que duró dos días.
Desde 1800 hasta 1858, Staten Island fue la ubicación de la instalación de cuarentena más grande de los Estados Unidos. Residentes enojados incendiaron el recinto del hospital en 1858 en una serie de ataques conocidos como la Guerra de Cuarentena de Staten Island.
En 1860, partes de Castleton y Southfield se convirtieron en una nueva ciudad, Middletown. El pueblo de New Brighton en la ciudad de Castleton se incorporó en 1866, y en 1872 el pueblo de New Brighton anexó todo el resto del pueblo de Castleton y se convirtió en colindante con el pueblo.
Un movimiento de 1887 para hacer de Staten Island una ciudad quedó en nada.

### Consolidación con la ciudad de Nueva York

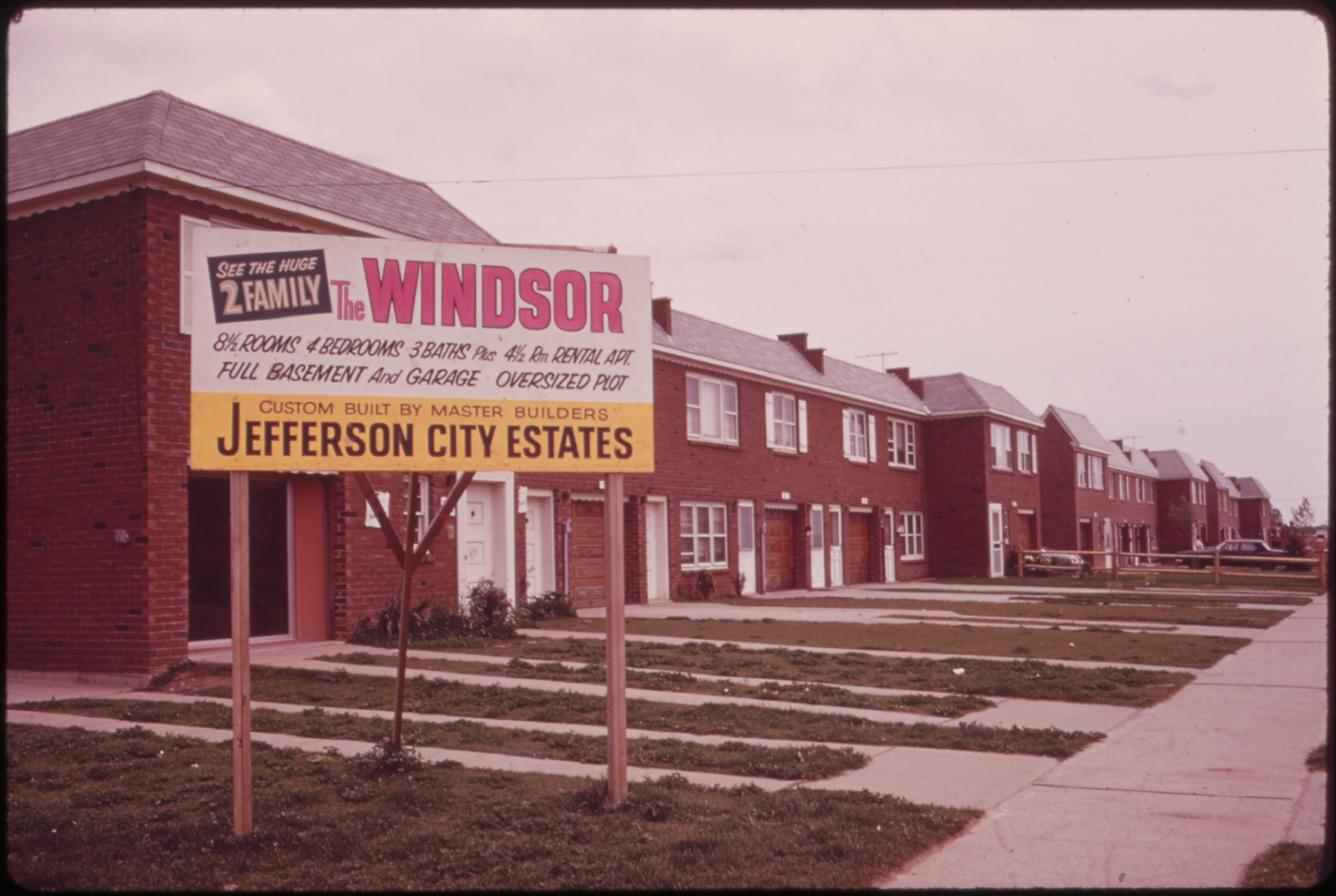
Vivienda nueva en Staten Island, 1973. Foto de Arthur Tress.

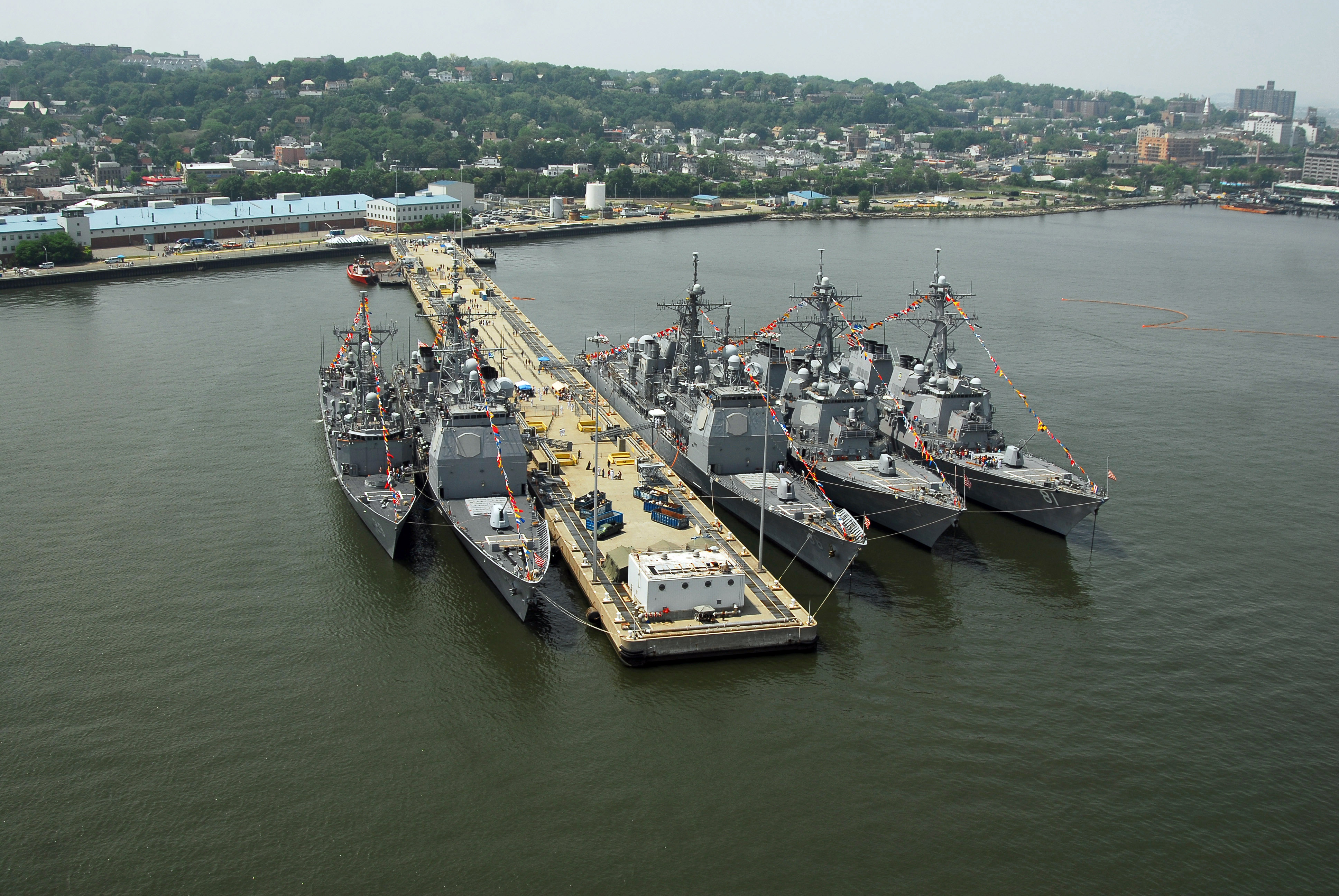
Barcos de la Marina amarrados en Staten Island en 2007

Las ciudades de Staten Island se disolvieron en 1898 con la consolidación de la City of Greater New York, cuando el condado de Richmond se convirtió en uno de los cinco distritos de la ciudad ampliada. Aunque se consolidó en la City of Greater New York en 1898, el alguacil del condado de Staten Island mantuvo el control del sistema penitenciario, a diferencia de los otros distritos, que habían transferido gradualmente el control de las cárceles al Departamento Correccional. El sistema carcelario no fue transferido hasta el 1 de enero de 1942. Staten Island es el único distrito que no tiene un centro de detención principal del Departamento de Corrección de la ciudad de Nueva York.
La construcción del puente Verrazzano-Narrows, junto con los otros tres puentes principales de Staten Island, creó una nueva forma para que los viajeros y turistas viajaran desde Nueva Jersey a Brooklyn, Manhattan y áreas más al este de Long Island. La red de carreteras que corren entre los puentes ha repartido efectivamente muchos de los antiguos vecindarios de Staten Island. El puente abrió muchas áreas del distrito al desarrollo residencial y comercial, especialmente en las partes central y sur, que estaban poco desarrolladas. La población de Staten Island se duplicó de 221 991 habitantes en 1960 a 443 728 en 2000. Sin embargo, Staten Island permaneció menos desarrollada que el resto de la ciudad. Un artículo de The New York Times de 1972 afirmaba que, a pesar de que el municipio tenía 333 000 habitantes, partes de la isla aún mantenían una atmósfera bucólica con bosques y pantanos.
A lo largo de los años 1980, un movimiento secesionista creció en popularidad, notablemente defendido por el veterano senador del estado de Nueva York y excandidato a alcalde del Partido Republicano, John J. Marchi. La campaña alcanzó su punto máximo durante el mandato de alcalde de David Dinkins (1990–1993), después de que la Corte Suprema de los Estados Unidos invalidara la Junta de Estimaciones de la Ciudad de Nueva York, que había otorgado una representación equitativa a los cinco distritos. Dinkins y el gobierno de la ciudad se opusieron a un referéndum de secesión no vinculante, alegando que el estado no debería permitir la votación a menos que la ciudad emitiera un mensaje de autonomía apoyándolo, lo que la ciudad no haría. El gobernador Mario Cuomo no estuvo de acuerdo y la votación siguió adelante en 1993. En última instancia, el 65 % de los residentes de Staten Island votaron a favor de la secesión, mediante la aprobación de una nueva carta de la ciudad que convierte a Staten Island en una ciudad independiente, pero la implementación fue bloqueada en la Asamblea Estatal.
En los años 1980, la Armada de los Estados Unidos tenía una base en Staten Island llamada Naval Station New York. Esta tenía dos secciones: un puerto base estratégico en Stapleton y una sección más grande cerca de Fort Wadsworth, donde el puente Verrazzano-Narrows ingresa a la isla. La base se cerró en 1994 debido a su pequeño tamaño y al costo de la base del personal allí.

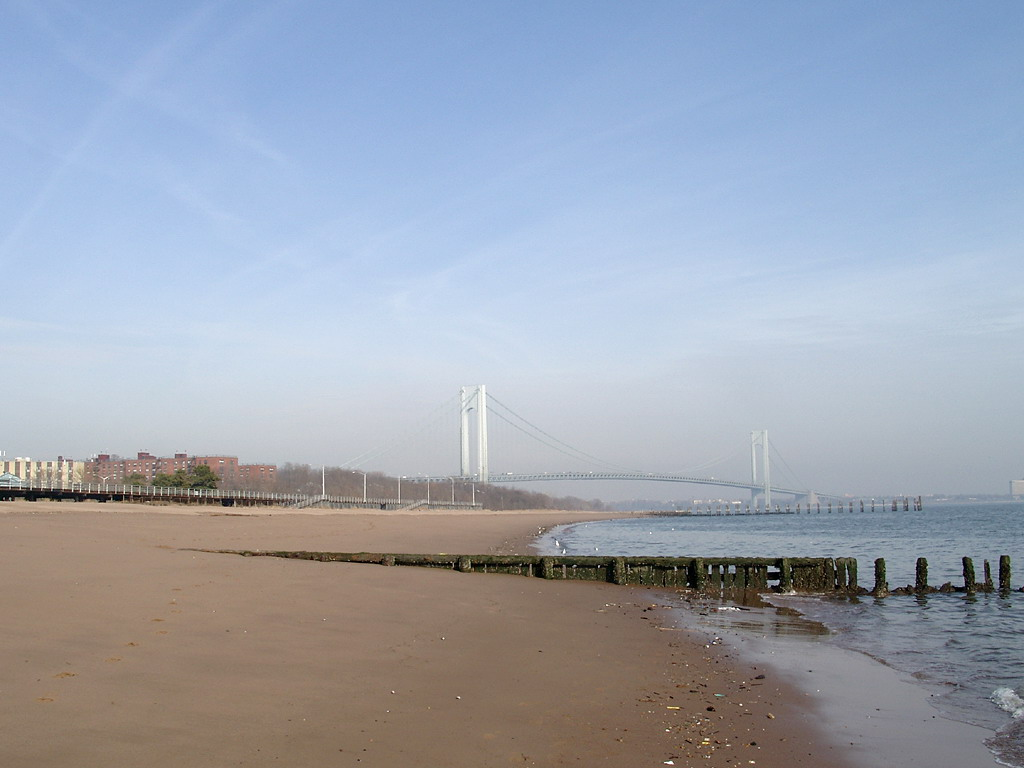
Vista del puente Verrazzano-Narrows desde South Beach en Staten Island.

Fresh Kills y sus afluentes son parte del ecosistema de humedales de marea más grande de la región. Sus arroyos y humedales han sido designados Hábitat Costero Importante para la Vida Silvestre y los Peces por el Departamento de Conservación Ambiental del Estado de Nueva York. Inaugurado a lo largo de Fresh Kills como un "vertedero temporal" en 1947, Fresh Kills Landfill era un depósito de basura para la ciudad de Nueva York. El vertedero, que alguna vez fue la estructura hecha por el hombre más grande del mundo, se cerró en 2001, pero se reabrió brevemente para los escombros de la zona cero luego de los ataques del 11 de septiembre en 2001. 
Actualmente se ha emprendido un proceso de recuperación y de transformación en un parque, que incluyeuna isla para anidar pájaros, vías públicas, paseos marítimos, canchas de fútbol y béisbol, caminos de herradura y un estadio con capacidad para 5000 personas. Hoy en día, los humedales de agua dulce y de marea, los campos, los matorrales de abedules y un bosque marítimo de robles costeros, así como las áreas dominadas por especies de plantas no nativas, se encuentran dentro de los límites de Fresh Kills.

## Geología
Durante la Era Paleozoica, la placa tectónica que contenía el continente de Laurentia y la placa que contenía el continente de Gondwana estaban convergiendo, el Océano de Jápeto que separaba los dos continentes se cerró gradualmente y la colisión resultante entre las placas formó las montañas Apalaches. Durante las primeras etapas de la construcción de esta montaña conocida como la orogenia Taconic, un trozo de corteza oceánica del océano Iapetus se desprendió y se incorporó a la zona de colisión y ahora forma el estrato rocoso más antiguo de Staten Island, la serpentinita.
Este estrato del Paleozoico Inferior (hace unos 430 millones de años) se compone predominantemente de los minerales serpentinos, antigorita, crisotilo y lizardita; también contiene asbesto y talco. Al final de la era Paleozoica (hace unos 248 millones de años) todas las principales masas continentales se unieron en el supercontinente de Pangea.
Palisades Sill ha sido designado Hito natural nacional, siendo "el mejor ejemplo de una lámina  de diabasa grueso en los Estados Unidos". Subyace en una parte del noroeste de Staten Island, con un afloramiento visible en Travis, cerca de Travis Road en el Refugio de Vida Silvestre William T. Davis. Esta es la misma formación que aparece en Nueva Jersey y el norte del estado de Nueva York a lo largo del río Hudson en Palisades Interstate Park. El alféizar se extiende hacia el sur más allá de los acantilados en Jersey City, debajo del puerto superior de Nueva York, y reaparece en Staten Island. La lámina de Palisades data del período Jurásico Inferior, 192 a 186 hace millones de años
Staten Island ha estado en el extremo sur de varios períodos de glaciación. La más reciente, la glaciación de Wisconsin, terminó hace aproximadamente 12.000 años. La roca y el sedimento acumulados depositados en el extremo del glaciar se conocen como la morrena terminal presente a lo largo de la parte central de la isla. La evidencia de estos períodos glaciales es visible en las áreas boscosas restantes de Staten Island en forma de erráticos glaciares y estanques de calderas.
Al retirarse la capa de hielo, Staten Island estaba conectada por tierra con Long Island, ya que los estrechos aún no se habían formado. Los cálculos de los geólogos sobre el curso del río Hudson lo han colocado alternativamente a través del curso actual del río Raritan, al sur de la isla, o a través de las actuales bahías de Flushing y Jamaica.

## Demografía
Según la estimación de población de 2019, en Staten Island viven 476 143 personas, lo que supone un incremento del 1,6 % sobre el censo de 2010. De ellos, el 75,2 % son caucásicos, el 11,7 % afroamericanos, el 10,2 % asiáticos, el 0,6 % nativos americanos, el 0,1 % polinesios y el 2,1 % de varias etnias. Un 18,7 % de la población es de origen hispanoamericano. Asimismo, un 23,0 % ha nacido fuera de los Estados Unidos.
Los ingresos medios anuales por hogar son de 79 267 $, con una renta per cápita de 34 987 $. Alrededor del 11,7 % de la población está por debajo del umbral de pobreza.

## Gobierno
Desde 2022 el presidente del borough es Vito Fossella, del Partido Republicano.

## Cultura
Los artistas y músicos se han mudado a la costa norte de Staten Island para poder estar muy cerca de Manhattan pero también tener suficiente espacio asequible para vivir y trabajar. Los cineastas, la mayoría de los cuales trabajan de forma independiente, también juegan un papel importante en la escena artística de Staten Island, que ha sido reconocida por el gobierno local. Staten Island Arts (anteriormente The Council on the Arts and Humanities for Staten Island) es el consejo de artes local de Staten Island y ayuda a apoyar a los artistas y organizaciones culturales locales con subvenciones, talleres, programas de folklife y artes en la educación, y defensa. Concebido por la Corporación de Desarrollo Económico de Staten Island para presentar películas independientes e internacionales a una audiencia amplia y diversa, el Festival de Cine de Staten Island (SIFF) celebró su primer festival de cuatro días en 2006.

### Atracciones
Historic Richmond Town es el complejo de museos y pueblos de historia viva de la ciudad de Nueva York. Los visitantes pueden explorar la diversidad de la experiencia estadounidense, especialmente la de Staten Island y sus comunidades vecinas, desde el período colonial hasta el presente. El área del pueblo ocupa 10 ha de un 40 ha sitio con alrededor de 15 edificios restaurados, incluyendo viviendas, edificios comerciales y cívicos, y un museo.

### Museos

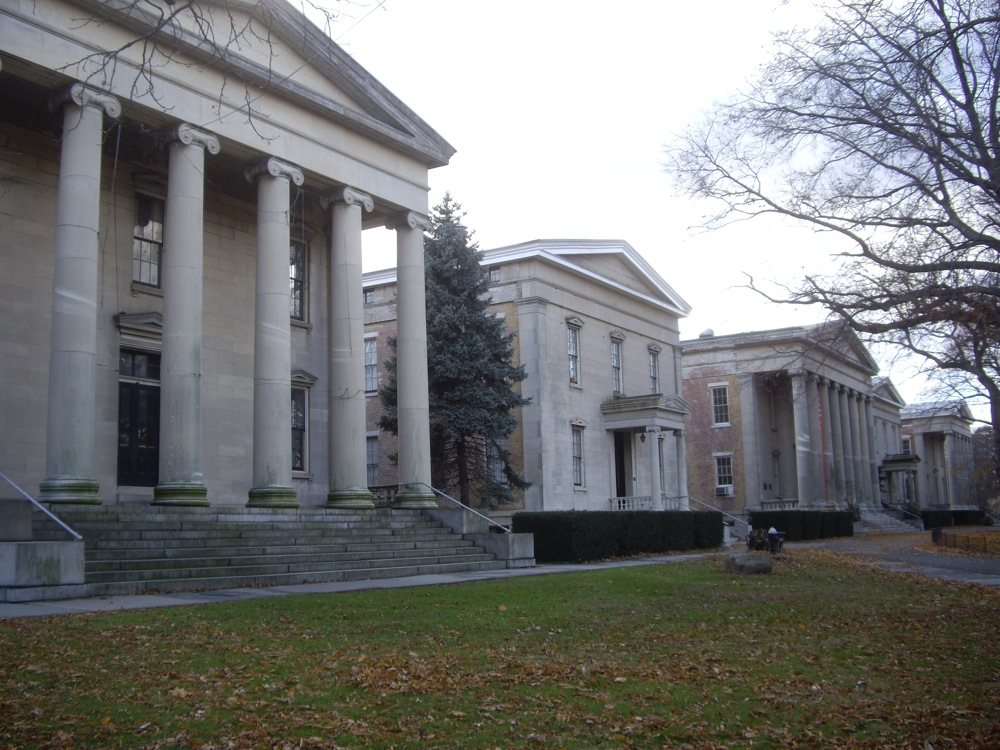
Snug Harbor Cultural Center

Snug Harbor Cultural Center, Alice Austen House Museum, Conference House, Garibaldi–Meucci Museum, Historic Richmond Town, Jacques Marchais Museum of Tibetan Art, Noble Maritime Collection, Sandy Ground Historical Museum, Staten Island Children's Museum, el Museo de Staten Island y el Jardín Botánico de Staten Island, hogar del Jardín del Académico Chino de Nueva York, se pueden encontrar en la isla.
El Museo Nacional del Faro emprendió recientemente un importante proyecto de recaudación de fondos y abrió sus puertas en 2012, y el Museo de Staten Island (arte, ciencia e historia) planea abrir una nueva sucursal en Snug Harbor para 2014.
La mansión Seguine, también conocida como la mansión Seguine-Burke, está ubicada en Lemon Creek, cerca de la costa sur de Staten Island. La casa de estilo neogriego es uno de los pocos ejemplos sobrevivientes de la vida del siglo XIX en Staten Island. Está incluido en el Registro Nacional de Lugares Históricos y es miembro del Historic House Trust. Es una atracción subestimada que alberga pavos reales y un centro ecuestre.

## Educación
El Departamento de Educación de la Ciudad de Nueva York gestiona escuelas públicas.
La Biblioteca Pública de Nueva York gestiona bibliotecas públicas.